# Austrocoenagrion lyelli
Austrocoenagrion lyelli is een libellensoort uit de familie van de waterjuffers (Coenagrionidae).
De soort staat op de Rode Lijst van de IUCN als niet bedreigd, beoordelingsjaar 2007, de trend van de populatie is volgens de IUCN stabiel.
De wetenschappelijke naam van de soort werd in 1913 gepubliceerd door Robin John Tillyard.